# 東鄉町
東鄉町（日语：／ Tōgō chō */?）為位於日本愛知縣中部的行政區劃，屬愛知郡，西鄰名古屋市。
轄區位於尾張丘陵內，東南側以境川與三好市為界，在東部與日進市交界處的愛知池為供給愛知縣中部用水的愛知引水道的調整池。

## 人口
| 東鄉町人口分布圖 |                                               |  |
| 東鄉町與日本全國年齡別人口分布比較圖 （2005年資料） | 東鄉町的年齡、男女別人口分布圖 （2005年資料） |  |
| ■紫色是東鄉町 ■綠色是全国 | ■藍色是男性 ■紅色是女性                       |  |
| 東鄉町人口變化 \| 1970年 \| 11,509人 \| \| \| 1975年 \| 15,591人 \| \| \| 1980年 \| 22,125人 \| \| \| 1985年 \| 28,475人 \| \| \| 1990年 \| 30,446人 \| \| \| 1995年 \| 32,172人 \| \| \| 2000年 \| 36,878人 \| \| \| 2005年 \| 39,384人 \| \| \| 2010年 \| 41,851人 \| \| \| 2015年 \| 42,858人 \| \| \| 2020年 \| 43,903人 \| \| |                                               |  |
| 資料來源：日本總務省統計中心提供之人口普查數據 |                                               |  |
| 1970年 | 11,509人                                      |  |
| 1975年 | 15,591人                                      |  |
| 1980年 | 22,125人                                      |  |
| 1985年 | 28,475人                                      |  |
| 1990年 | 30,446人                                      |  |
| 1995年 | 32,172人                                      |  |
| 2000年 | 36,878人                                      |  |
| 2005年 | 39,384人                                      |  |
| 2010年 | 41,851人                                      |  |
| 2015年 | 42,858人                                      |  |
| 2020年 | 43,903人                                      |  |

## 歷史
本地過去在令制國時代屬於尾張國愛知郡，17世紀進入江戶時代後，全域都成為尾張藩的領地，19世紀實施廢藩置縣後本地改隸屬名古屋縣，在1872年的第一次府縣整併後隸屬新整併而成的名古屋縣，而名古屋縣在四個月後更名為愛知縣。
1889年日本實施町村制，現在的東鄉町在當時分屬諸和村和春木村兩個行政區劃，在1906年愛知縣的町村整併中，這兩村被整併為東鄉村，而後在1970年升格改制為東鄉町。

### 變遷表
| 1889年10月1日 | 1889年 - 1944年            | 1945年 - 1954年            | 1955年 - 1989年           | 1989年 - 現在             | 現在                      |
| ------------- | -------------------------- | -------------------------- | ------------------------- | ------------------------- | ------------------------- |
| 諸和村        | 1906年5月10日 合併為東郷村 | 1906年5月10日 合併為東郷村 | 1970年4月1日 改制為東鄉町 | 1970年4月1日 改制為東鄉町 | 1970年4月1日 改制為東鄉町 |
| 春木村        | 1906年5月10日 合併為東郷村 | 1906年5月10日 合併為東郷村 | 1970年4月1日 改制為東鄉町 | 1970年4月1日 改制為東鄉町 | 1970年4月1日 改制為東鄉町 |

## 交通

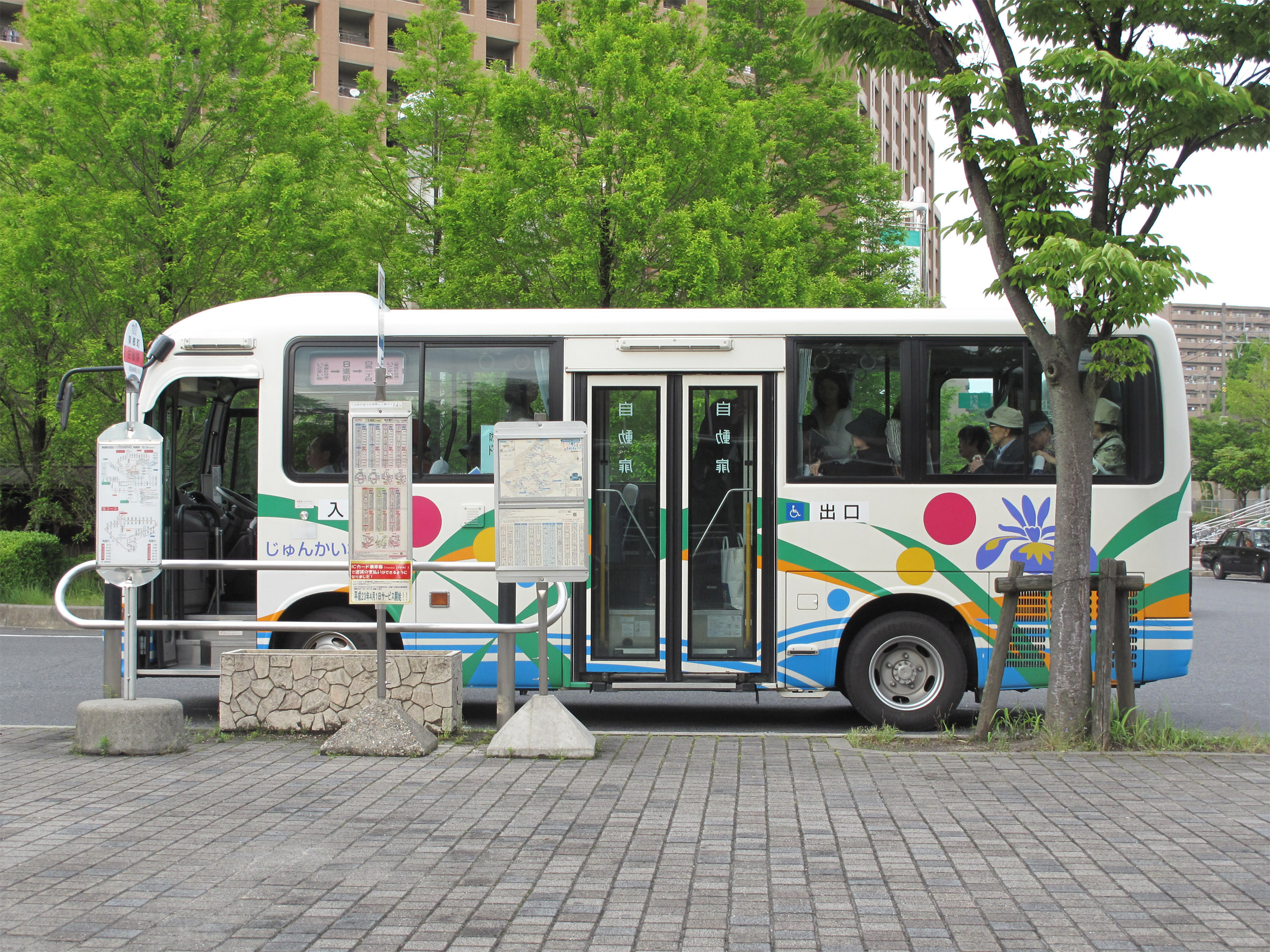
東郷町巡迴巴士

町內並無鐵路路線或是高速公路通過，一般可利用名古屋市營地下鐵鶴舞線或名古屋鐵道豐田線至位於北側日進市的赤池車站，再轉乘名鐵巴士的客運路線進入町內，或是利用豐田線的日進車站，在出站後可步行至町內北部的住宅區。
町公所也有提供社區巴士東郷町巡迴巴士，以位於町中心的三井購物中心LaLaport愛知東鄉為樞紐，分別開設北路線、東路線、西南路線可連結町內各地。

## 教育
在東鄉町東部有名古屋大學的生命農學研究所的附屬研究中心，町內的高中僅有愛知縣立東鄉高等學校一所。

## 姊妹、友好城市

### 日本
- 王瀧村（長野縣）
位於東鄉町東北側的愛知池（日语：愛知池）為經由愛知引水道（日语：愛知用水）自王瀧村的牧尾水壩（日语：牧尾ダム）御岳湖引來水源，兩地因此機緣自1990年代開始交流。[7]

## 外部連結
- （日語） 東鄉町的X（前Twitter）
- （日語） 東鄉町的Instagram帳戶
- （日語） YouTube上的togotownhall頻道